# Knud Nellemose (dokumentarfilm)
Knud Nellemose er en dansk portrætfilm fra 1956 instrueret af Kristian Begtorp.

## Handling
Billedhugger Knud Nellemose (1908-1997) arbejder med de forskellige materialer marmor, ler og granit. Han henter sine motiver i sportslivet. Filmen følger hans modellering af to portrætbuster og arbejdet med Æquitas-relieffet til Vestre Landsret i Viborg.